# Europese kampioenschappen judo 2020
De Europese kampioenschappen judo 2020 waren de 31ste editie van de Europese kampioenschappen judo en werden gehouden in de O2 Arena in Praag, Tsjechië, van 19 tot en met 21 november 2020. Aan het toernooi deden 345 judoka's mee, afkomstig uit 40 landen.

## Resultaten

### Mannen
| Gewichtsklasse | Goud                | Zilver                | Brons                                |
| -------------- | ------------------- | --------------------- | ------------------------------------ |
| – 60 kg        | Robert Mshvidobadze | Jago Aboeladze        | Francisco Garrigós Jorre Verstraeten |
| – 66 kg        | Orkhan Safarov      | Tal Flicker           | Denis Vieru Kilian Le Blouch         |
| – 73 kg        | Victor Sterpu       | Lasha Shavdatuashvili | Rustam Orujov Tommy Macias           |
| – 81 kg        | Tato Grigalashvili  | Ivaylo Ivanov         | Luka Maisuradze Matthias Casse       |
| – 90 kg        | Mikhail Igolnikov   | Nemanja Majdov        | Beka Gviniashvili Mammadali Mehdiyev |
| – 100 kg       | Peter Paltchik      | Arman Adamian         | Jorge Fonseca Zelym Kotsoiev         |
| + 100 kg       | Tamerlan Bashaev    | Inal Tasoev           | Guram Tushishvili Levani Matiashvili |

### Vrouwen
| Gewichtsklasse | Goud                | Zilver              | Brons                              |
| -------------- | ------------------- | ------------------- | ---------------------------------- |
| – 48 kg        | Shirine Boukli      | Andrea Stojadinov   | Distria Krasniqi Katharina Menz    |
| –52 kg         | Odette Giuffrida    | Andreea Chițu       | Charline Van Snick Estrella López  |
| –57 kg         | Hedvig Karakas      | Telma Monteiro      | Sarah-Léonie Cysique Theresa Stoll |
| –63 kg         | Clarisse Agbegnenou | Magdalena Krssakova | Martyna Trajdos Juul Franssen      |
| –70 kg         | Margaux Pinot       | Sanne van Dijke     | Madina Taimazova Marie-Ève Gahié   |
| –78 kg         | Madeleine Malonga   | Luise Malzahn       | Karla Prodan Loriana Kuka          |
| + 78 kg        | Romane Dicko        | Iryna Kindzerska    | Rochele Nunes Yelyzaveta Kalanina  |

## Medaillespiegel
| Plaats | Land         | Goud | Zilver | Brons | Totaal |
| 1      | Frankrijk    | 5    | 0      | 3     | 8      |
| 2      | Rusland      | 3    | 3      | 1     | 7      |
| 3      | Georgië      | 1    | 1      | 4     | 6      |
| 4      | Azerbeidzjan | 1    | 1      | 3     | 5      |
| 5      | Israël       | 1    | 1      | 0     | 2      |
| 6      | Moldavië     | 1    | 0      | 1     | 2      |
| 7      | Hongarije    | 1    | 0      | 0     | 1      |
| 7      | Italië       | 1    | 0      | 0     | 1      |
| 9      | Servië       | 0    | 2      | 0     | 2      |
| 10     | Duitsland    | 0    | 1      | 3     | 4      |
| 11     | Portugal     | 0    | 1      | 2     | 3      |
| 12     | Nederland    | 0    | 1      | 1     | 2      |
| 13     | Oostenrijk   | 0    | 1      | 0     | 1      |
| 13     | Bulgarije    | 0    | 1      | 0     | 1      |
| 13     | Roemenië     | 0    | 1      | 0     | 1      |
| 16     | België       | 0    | 0      | 3     | 3      |
| 17     | Kosovo       | 0    | 0      | 2     | 2      |
| 17     | Spanje       | 0    | 0      | 2     | 2      |
| 19     | Kroatië      | 0    | 0      | 1     | 1      |
| 19     | Zweden       | 0    | 0      | 1     | 1      |
| 19     | Oekraïne     | 0    | 0      | 1     | 1      |
| Totaal | Totaal       | 14   | 14     | 28    | 56     |